# Лауденбах (Баварія)
Лауденбах (нім. Laudenbach) — громада в Німеччині, розташована в землі Баварія. Підпорядковується адміністративному округу Нижня Франконія. Входить до складу району Мільтенберг. Складова частина об'єднання громад Кляйнгойбах.
Площа — 4,94 км2. Населення становить 1429 ос. (станом на 31 грудня 2020).

## Галерея

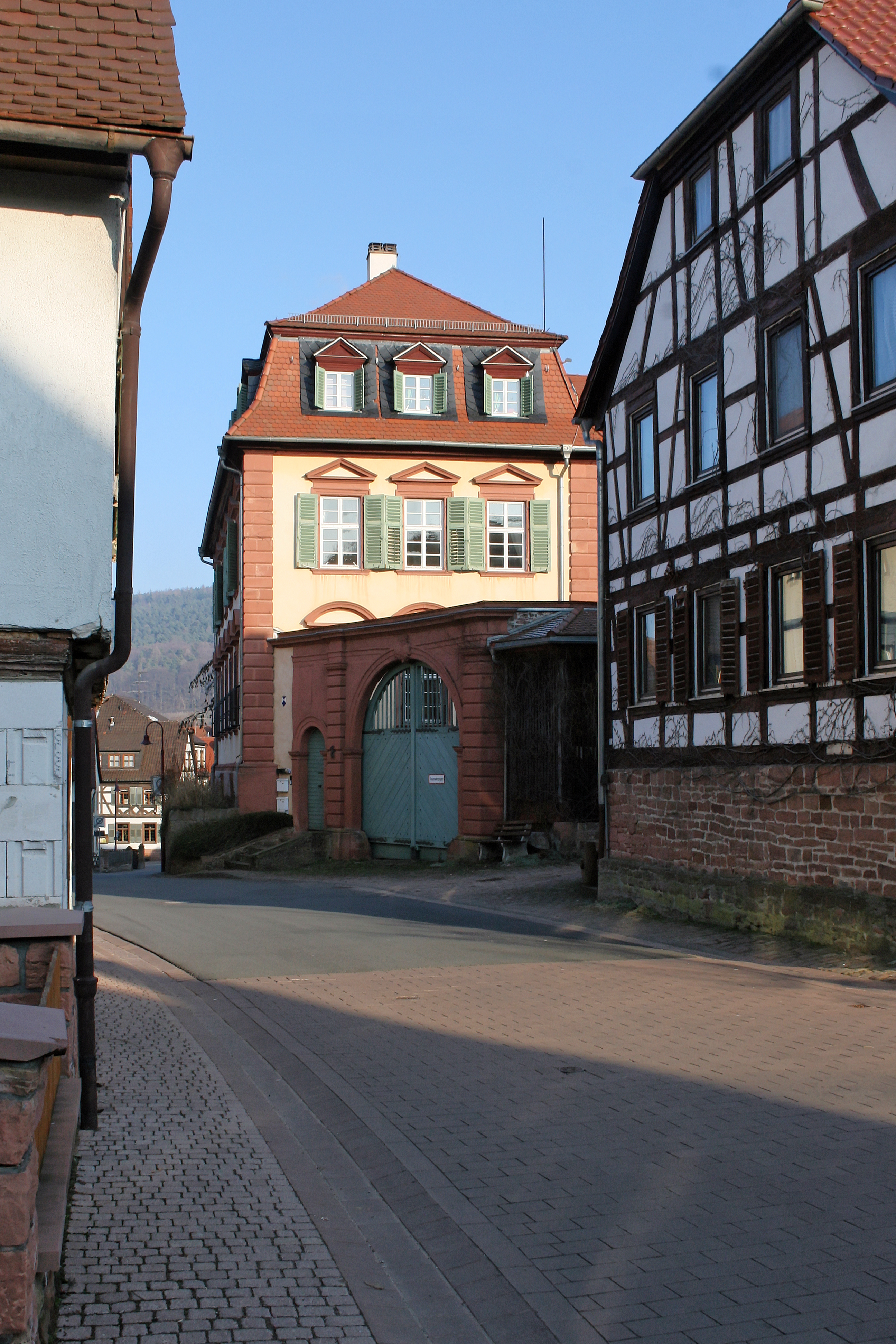
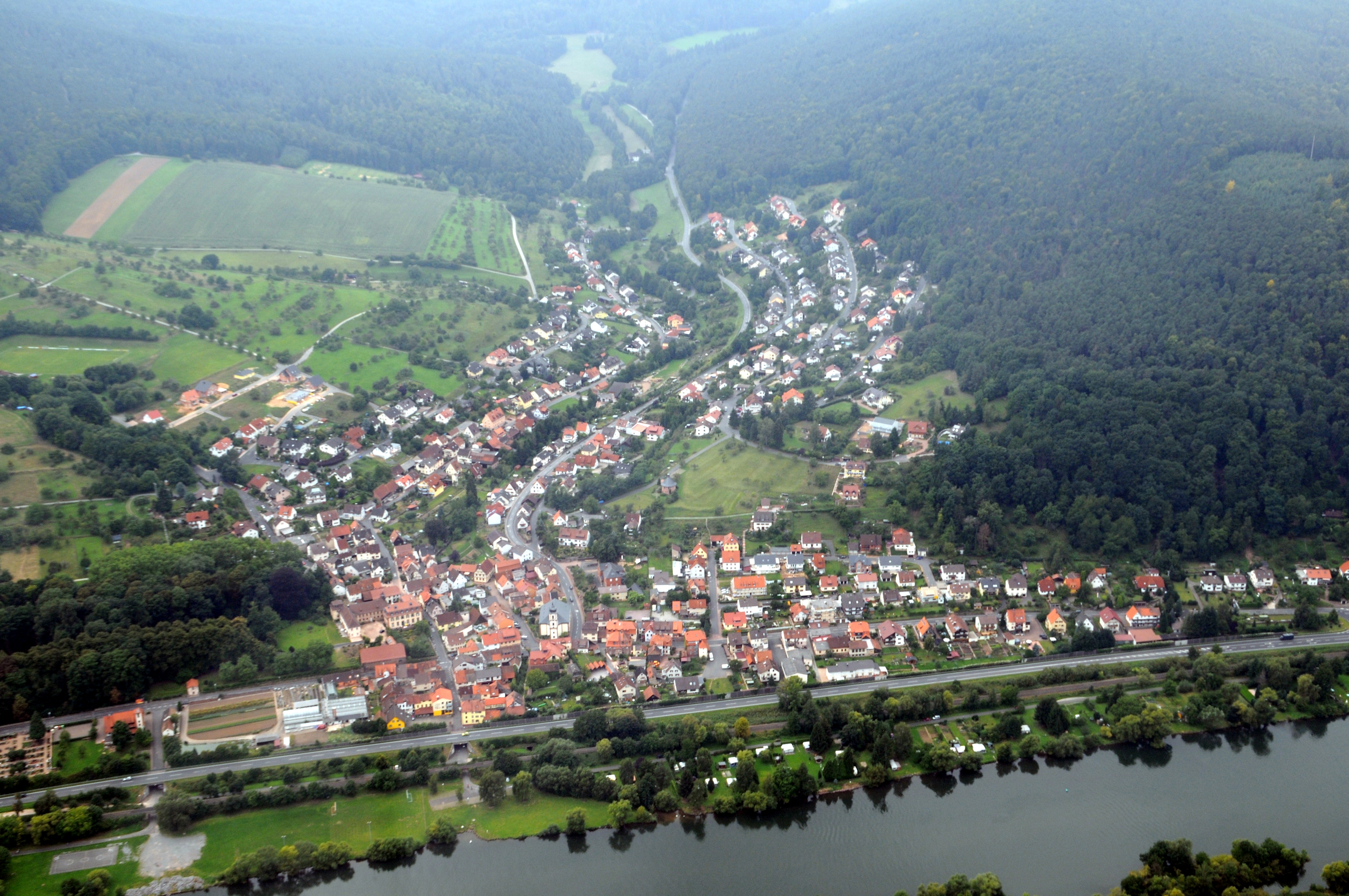
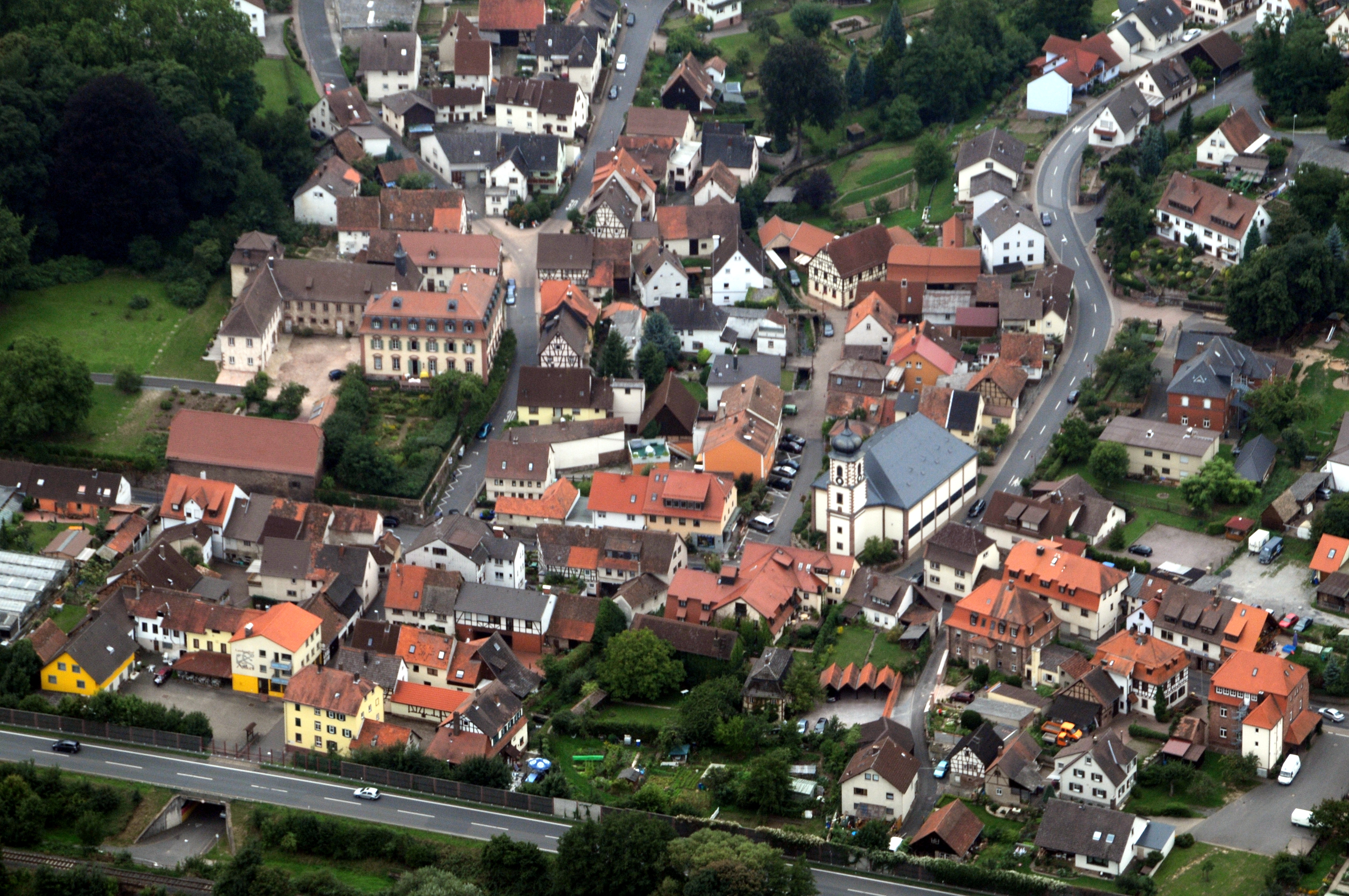
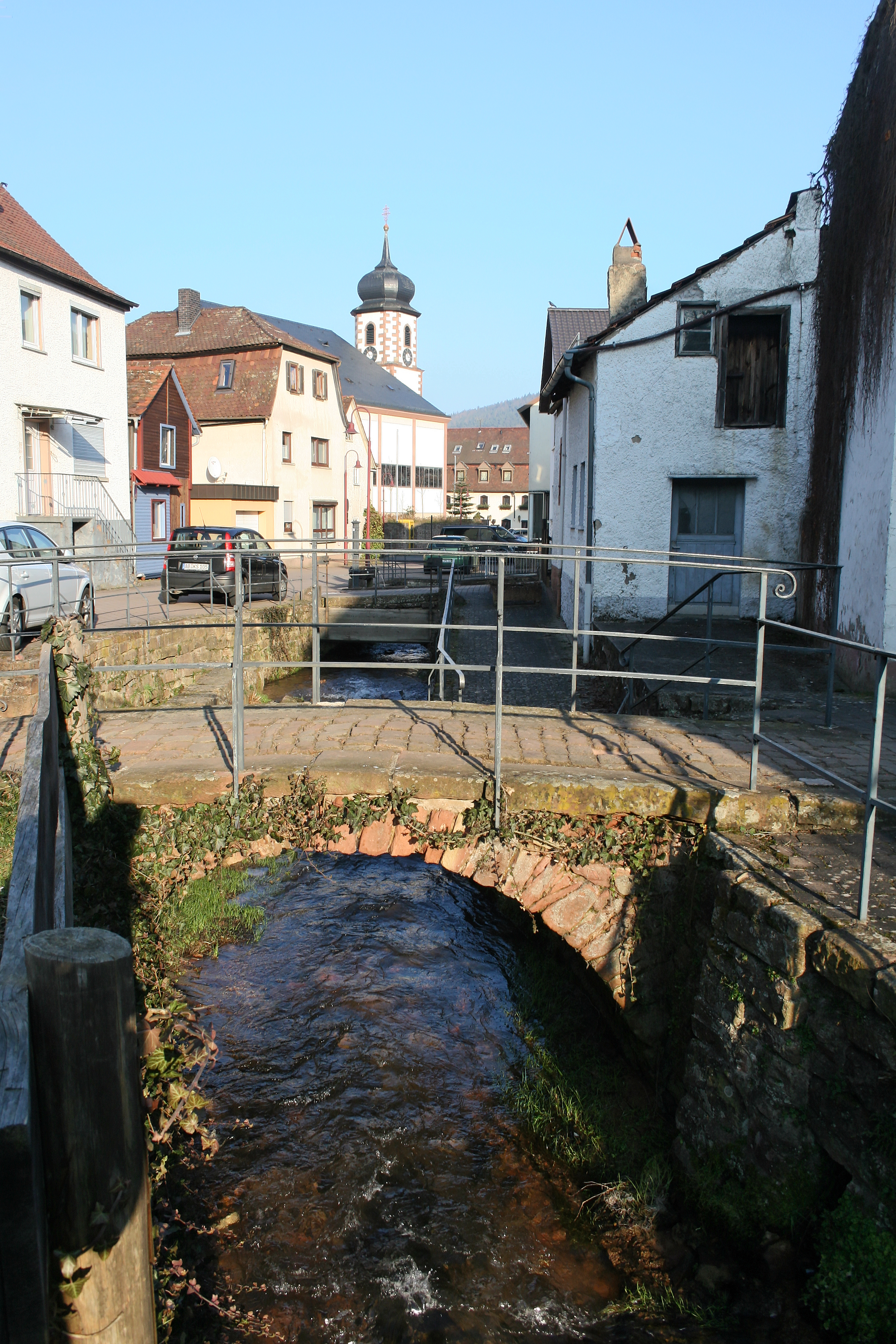